# Julia Lazarus
Julia Lazarus (* 1971 in Berlin) ist eine deutsche Filmemacherin und Bildende Künstlerin.

## Leben
Lazarus studierte von 1992 bis 1998 experimentelle Mediengestaltung an der Universität der Künste Berlin und von 1995 bis 1996 an der Film School, California Institute of the Arts, Los Angeles, USA.
Seit 2001 arbeitet sie als freischaffende Künstlerin und Filmemacherin und realisierte zahlreiche Film- und Videoarbeiten, die im In- und Ausland sowohl bei Ausstellungen als auch auf internationalen Festivals gezeigt wurden. 2002 erhielt der gemeinsam mit Ben Pointeker realisierte Kurzfilm „a lucia“ dem Preis der ORF-Kunst-Stücke auf der Diagonale in Graz. 2005 wurde der im Kollektiv produzierte Film „Forst“ mit dem Dokumentarfilmpreis der Diagonale in Graz ausgezeichnet. Der Dokumentarfilm „the briefing center“ wurde u. a. auf der Globale 08 in Berlin, bei rencontre international Paris/Berlin/Madrid vorgestellt, sowie in zahlreichen Ausstellungen gezeigt. Die Filme von Julia Lazarus sind im Vertrieb bei Sixpackfilm Wien und bei e-flux, Berlin/New York. Weitere Arbeiten werden vertreten von Galerie Funke, Berlin.
Julia Lazarus war von 1998 bis 2001 Mitglied bei Mikro e. V. Berlin und hat von 2004 bis 2006 gemeinsam mit Sacha Benedetti den DJ-Radiosender TwenFM geleitet. 
Seit 2010 engagiert sie sich im Kontext von „Haben und Brauchen“ für angemessene Produktions- und Arbeitsbedingungen Bildender Künstler in Berlin.